# Rick Savage
Richard "Rick" Savage, född 2 december 1960 i Sheffield, South Yorkshire, är basist i den brittiska rockgruppen Def Leppard.

## Biografi
I sin ungdom lärde sig Rick Savage att spela gitarr tillsammans med sin äldre bror. De spelade låtar som Rod Stewarts "Maggie May" och Don McLeans "American Pie". Savage eftersträvade även en karriär som professionell fotbollsspelare med Sheffield United FC, trots sin hängivenhet till rivalerna Sheffield Wednesday FC. Sav valde slutligen musik och bildade ett band med några skolkamrater inklusive Tony Kenning och så småningom Pete Willis. Atomic Mass, som de hette, spelade mestadels Queen, Slade, Deep Purple, Jimi Hendrix och andra populära band.
Vid ett tillfälle beslutade man att Willis var en bättre gitarrist så Savage började spela bas istället. De behövde en sångare, så en bekant till Pete fick provspela, Joe Elliott. De tog senare in gitarristen Steve Clark och bytte namn till Def Leppard.
Savage drabbades av Bells pares runt 1994. Detta fick hans ansiktsmuskler försvagas och han blev delvis förlamad. Han har återhämtat sig, men effekterna av sjukdomen är fortfarande synliga, särskilt när han är trött.
Från en intervju med Gordon Shearer på DefLeppard.com: 
Shearer: "Vad händer när du utvecklat din Bells pares? Förändras det hur du behandlas med saker? Massor av prat, massor av kommentarer. Jag kan tänka att gå ifrån att du var - från rockgud till ..."
Savage: "Det var svårt att komma till rätta med och att förstå varför. Jag tyckte det var lätt att komma in i 'Varför jag?'-syndrom. Delvis på grund av funktionshindret. Det var mer att inte kunna äta ordentligt, eller inte kan sova utan att sätta en lapp på ögat eftersom ögat inte skulle stänga, och sådana saker. Den effekt den hade på vardagen var det svåraste. Som en jämförelse var det en mycket liten funktionsnedsättande sjukdom. Det håller mig ödmjuk, se vad Rick Allen gick igenom och hur han var tvungen att ta itu med saker. Jag skulle förstås helst inte ha fått sjukdomen, men jag fick den och jag gör det bästa av vad jag har."
I filmen Hysteria – The Def Leppard Story spelas han av Adam MacDonald.